# Choeradodis rhomboidea
Choeradodis rhomboidea är en bönsyrseart som beskrevs av Stoll 1813. Choeradodis rhomboidea ingår i släktet Choeradodis och familjen Mantidae. Inga underarter finns listade i Catalogue of Life.